# 高根山 (徳島県)
高根山（こうねやま）は、徳島県勝浦郡上勝町と同県名西郡神山町との境界に位置する山である。標高1,312m。別名は旭ノ丸。

## 地理・概要
剣山から高城山を経て中津峰山へと、本県の中央を東西に走る山系であり、四国八十八箇所・焼山寺のある焼山寺山と鮎喰川を挟んで南北に対峙する。焼山寺山の南6km、雲早山の北東4kmの位置にある。中部山渓県立自然公園に含まれている。
山腹にある悲願寺は、「高根の観音さん」と呼ばれ。阿波邪馬壹国説の中心地として知られている。登山道は神山町寄井から雨乞の滝を見物して悲願寺を経由するのが約3時間。現在は剣山スーパー林道が頂上のすぐ下方の南北を通っている。古くは神山町左右山から寄井の間の裏山を高根山と総称し、その最高峰を旭ノ丸と呼ぶ。